# NEPerma (UFSC)

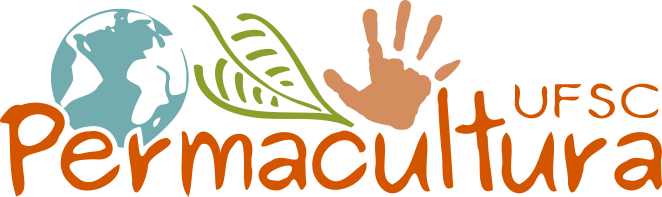
Identidade visual do NEPerma/UFSC.

O Núcleo de Estudos em Permacultura, mais conhecido como NEPerma/UFSC, é um núcleo de estudos em permacultura atuante na UFSC desde 2013, sendo pioneiro no desenvolvimento da permacultura em universidades federais brasileiras.
Suas atividades de ensino, pesquisa e extensão se iniciaram junto ao Centro de Filosofia e Ciências Humanas (2013-2019) e atualmente, o Núcleo está sediado no Centro de Ciências da Educação (2020 - atual).